# Blackbirds
«Blackbirds» (en español, "Mirlos") es una canción del grupo estadounidense Linkin Park.
La canción se obtiene como premio al terminar el videojuego 8-Bit Rebellion! por completo junto con el video, también es descargable con la versión Deluxe del álbum A Thousand Suns, lanzado en iTunes el 14 de septiembre de 2010.

## Video musical
La canción cuenta con un video musical, en el cual se muestran una serie de fotos de la banda durante la grabación de su último álbum de estudio A Thousand Suns entre muchas otras imágenes.